# Ex-Hacienda Santiaguito
Ex-Hacienda Santiaguito är en ort i kommunen Rayón i delstaten Mexiko i Mexiko. Samhället hade 2 837 invånare vid folkräkningen 2020, upp från 511 invånare år 2010 eftersom den tidigare orten Colonia Emiliano Zapata och Ex-Hacienda Santiaguito slogs ihop.